# 심도원
심도원(沈道源, 1375년 ~ 1439년)은 조선 전기의 문신으로, 본관은 부유(富有)이고, 부성군(富城君) 심효생(沈孝生)의 아들이고 현빈 심씨의 오빠로 의안대군 방석의 처남이다. 시호는 경숙(敬肅)이다.

## 생애
1396년 식년문과에 급제하여, 태종 때, 예조좌랑, 이조정랑, 의정부 사인 등을 지내고, 세종 때, 사헌부 집의, 사간원 우사간, 사간원 좌사간, 형조참의, 호조참의, 이조참의, 의흥삼군부 동지총제, 형조참판, 예조참판, 호조참판, 이조참판, 경기도 관찰사, 강원도 관찰사, 전라도 관찰사 등을 지냈다. 1427년 경창부윤, 1429년 한성부윤, 인순부윤, 1430년 인수부윤, 1431년 황해도 관찰사, 의흥삼군부 총제, 1433년 함길도 도순무사 등을 지내고, 1435년 호조판서, 1436년 형조판서, 1437년 함길도 순검사 등을 지냈다.

## 평가
조선왕조실록 그의 졸기에는 그가 자못 검소하고, 마음이 평탄하며, 숨기는 것이 없고, 일을 과감하게 결단하여 처리한다고 기록되어 있다.
그의 아버지 심효생(沈孝生)은 조선 태조 이성계의 왕세자 의안대군 방석의 장인으로, 조선 태조 때, 예문관 대제학에 이르렀으나, 의안대군을 왕으로 옹립하려다가, 정도전, 남은 등과 함께, 태종 이방원에게 숙청당한 인물이었다. 그럼에도 불구하고, 심도원은 태종 때에도 계속 관직 생활을 하였고, 세종 때에는 여러 요직을 거쳐, 호조판서와 형조판서에 이르렀다.

## 가족 관계
- 조부 : 심인립(沈仁立) - 금주 지사(錦州 知事)
  - 아버지 : 심효생(沈孝生) - 조선개국공신, 의안대군 방석의 장인, 부성군(富城君), 이조전서, 예문관 대제학
  - 어머니 : 정경옹주 유씨 (貞慶翁主 柳氏) - 전주 유씨(全州 柳氏) 유습(柳濕)의 딸
    - 본인 : 심도원(沈道源) - 호조판서, 형조판서
    - 부인 : 정부인 강화 최씨(江華 崔氏) - 최린(崔潾)의 딸
      - 아들 : 심철보(沈哲甫) - 직장
        - 손자 : 심신(沈愼) - 문과급제, 이조좌랑, 1456년(세조 2년)에 성삼문(成三問) 등이 단종복위운동을 일으키자 이에 가담하였다가 발각되어 처형되었다. 정조 때에 그 죄가 신원되고 복관되었다.

    - 동생 : 현빈 심씨(賢嬪 沈氏) - 조선의 두번째 세자빈(世子嬪), 훗날의 삼한국대부인 심씨(三韓國大夫人 沈氏)
    - 매제 : 의안대군 방석(宜安大君 芳碩) - 조선의 첫번째 세자(世子)

## 참조
1. ↑  《태종실록》 10년(1410) 9월 26일 1번째 기사
2. ↑  《태종실록》 13년(1413) 1월 17일 2번째 기사
3. ↑  《태종실록》 18년(1418) 1월 20일 1번째 기사
4. ↑  《세종실록》 3년(1421) 3월 15일 2번째 기사
5. ↑  《세종실록》 4년(1422) 1월 20일 5번째 기사
6. ↑  《세종실록》 4년(1422) 12월 19일 2번째 기사
7. ↑  《세종실록》 5년(1423) 1월 25일 2번째 기사
8. ↑  《세종실록》 5년(1423) 8월 26일 2번째 기사
9. ↑  《세종실록》 21년(1439) 9월 22일 3번째 기사
10. ↑  《세종실록》 8년(1426) 1월 5일 2번째 기사
11. ↑  《세종실록》 16년(1434) 12월 17일 1번째 기사
12. ↑  《세종실록》 13년(1431) 3월 23일 3번째 기사
13. ↑  《세종실록》 8년(1426) 9월 4일 4번째 기사
14. ↑  《세종실록》 8년(1426) 9월 12일 2번째 기사
15. ↑  《세종실록》 7년(1425) 9월 28일 1번째 기사
16. ↑  《세종실록》 21년(1439) 9월 22일 3번째 기사
17. ↑  《세종실록》 9년(1427) 7월 4일 2번째 기사
18. ↑  《세종실록》 9년(1427) 9월 8일 2번째 기사
19. ↑  《세종실록》 11년(1429) 2월 3일 2번째 기사
20. ↑  《세종실록》 11년(1429) 12월 6일 2번째 기사
21. ↑  《세종실록》 12년(1430) 윤12월 3일 3번째 기사
22. ↑  《세종실록》 13년(1431) 12월 6일 5번째 기사
23. ↑  《세종실록》 10년(1428) 2월 7일 3번째 기사
24. ↑  《세종실록》 13년(1431) 12월 14일 3번째 기사
25. ↑  《세종실록》 15년(1433) 9월 13일 1번째 기사
26. ↑  《세종실록》 17년(1435) 9월 8일 3번째 기사
27. ↑  《세종실록》 18년(1436) 11월 13일 1번째 기사
28. ↑  《세종실록》 19년(1437) 10월 20일 3번째 기사
29. ↑  《세종실록》 21년(1439) 9월 22일 3번째 기사
30. ↑  《태조실록》 7년(1398) 8월 26일 2번째 기사
31. ↑  《세종실록》 21년(1439) 9월 22일 3번째 기사

## 같이 보기
- 심효생
- 현빈 심씨
- 의안대군 방석